# Annie Jump Cannon
Annie Jump Cannon (Dover, 11 de dezembro de 1863 – Cambridge, 13 de abril de 1941) foi uma astrônoma estadunidense, cujo trabalho de catalogação foi fundamental para a atual classificação estelar. Com Edward Charles Pickering, ela desenvolveu o Esquema de Classificação de Harvard, que foi a primeira tentativa de organizar e classificar estrelas baseadas em suas temperaturas e tipos espectrais. Sufragista e membro do Partido Nacional da Mulher.

## Vida pessoal
Annie Jump Cannon nasceu em 11 de Dezembro de 1863, em Dover, Delaware. Era a mais velha de três filhas nascidas de Wilson Cannon, um construtor naval e senador estadual, e sua segunda esposa, Mary Jump. A mãe de Annie foi a primeira pessoa a ensiná-la sobre as constelações e encorajá-la a seguir seus próprios interesses, sugerindo que ela estudasse matemática, química e biologia no Wellesley College. Cannon seguiu o conselho de sua mãe e perseguiu seu amor pela astronomia. Annie perdeu a audição em algum período entre a infância e a idade adulta e apesar de não se saber exatamente a causa, alguns atribuem à escarlatina. Algumas fontes dizem que a surdez a tornou bastante introvertida, com dificuldades de socializar, o que a fez se dedicar bastante ao trabalho, tanto que ela nunca se casou ou teve filhos.

## Educação
No Wellesley College, no Delaware, Annie era uma estudante promissora, especialmente em matemática. Em 1880, Annie foi para o Wellesley College, em Massachusetts, uma das mais conceituadas escolas para moças nos Estados Unidos, onde ela estudou física e astronomia.
Annie tinha aulas com Sarah Frances Whiting, uma das poucas mulheres físicas dos Estados Unidos na época e logo se tornou veterana. Graduou-se em física, em 1884 e voltou para o Delaware, onde morou por dez anos. Nesses anos, Annie aprendeu a nova arte da fotografia. Em 1892, ela viajou pela Europa praticando a fotografia com sua câmera blair box. Ao retornar para casa, suas poesias e fotos tiradas na Espanha foram publicadas pela Blair Company na forma de panfletos, chamados "Seguindo os Passos de Colombo" e distribuídos como souvenires na Exposição Universal de 1893, em Chicago.
Logo depois da distribuição dos panfletos, Annie foi acometida por escarlatina, o que a deixou praticamente surda. Esta perda de audição tornou sua socialização com as pessoas bastante difícil. Em 1894, a mãe de Annie faleceu e a vida em casa com a família se tornou bem difícil. Ela escreveu então para sua orientadora no Colégio Wellesley, a professora Sarah Frances Whiting, perguntando sobre alguma vaga aberta de emprego. Sarah a contratou como física assistente, o que permitiu que Annie se gradua-se em Física e Astronomia. Sarah também a encorajou a se aprender sobre espectroscopia.
Para conseguir acesso a um melhor telescópio, Annie se matriculou no Radcliffe College como aluna especial, continuando seus estudos em astronomia. Radcliffe College era próximo de Harvard para que os professores de Harvard pudessem dar suas aulas lá. Essa proximidade deu a Annie acesso ao Harvard College Observatory. Em 1896, Edward C. Pickering a contratou como sua assistente no observatório e em 1907, Annie concluiu seus estudos, recebendo título de mestra em Wellesley.

## Trabalho
Cannon classificou manualmente mais estrelas em uma vida do que qualquer outra pessoa, com um total de cerca de 350 000 estrelas. Ela descobriu 300 estrelas variáveis, cinco novas e uma binária espectroscópica, criando uma bibliografia que incluía cerca de 200 000 referências.

## Legado
Em 1896, Annie se tornou membro do "Mulheres de Pickering", em Harvard, um grupo de mulheres excepcionais contratadas por Edward Charles Pickering, diretor do observatório, para computar dados astronômicos, mapear e definir cada estrela no céu por sua magnitude fotográfica.

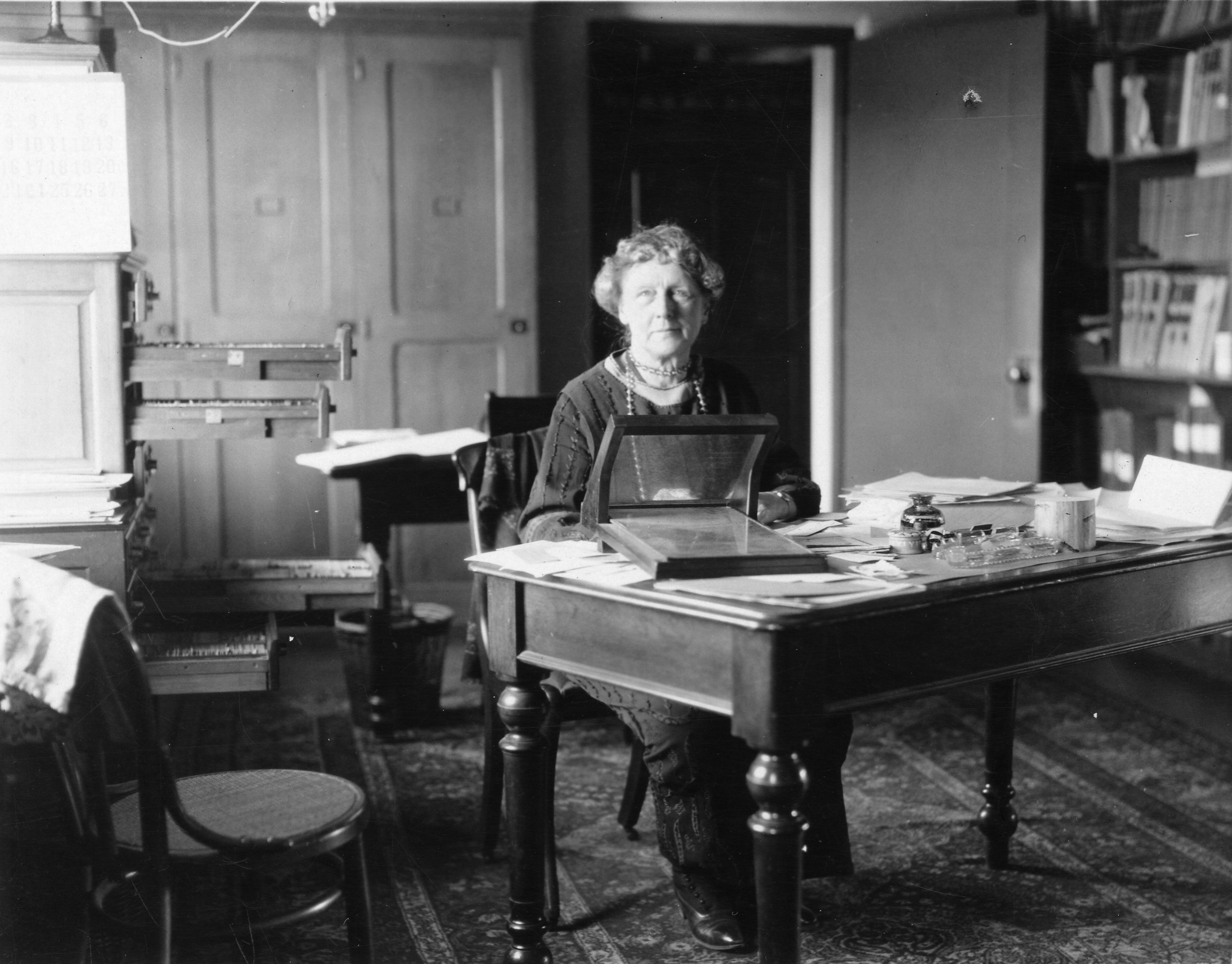
Annie Cannon em sua mesa no Harvard College Observatory

Anna Draper, viúva do renomado físico e astrônomo amador, Henry Draper, criou um fundo para auxiliar no trabalho delas. Os homens do laboratório trabalhavam operando os telescópios e tirando as fotografias, enquanto as mulheres examinavam os dados, conduziam os cálculos astronômicos e catalogavam as fotografias durante o dia. Pickering fez do catálogo um projeto de longo prazo para obter a classificação estelar da maior quantidade possível de estrelas para catalogar e classificar estrelas por seu espectro.

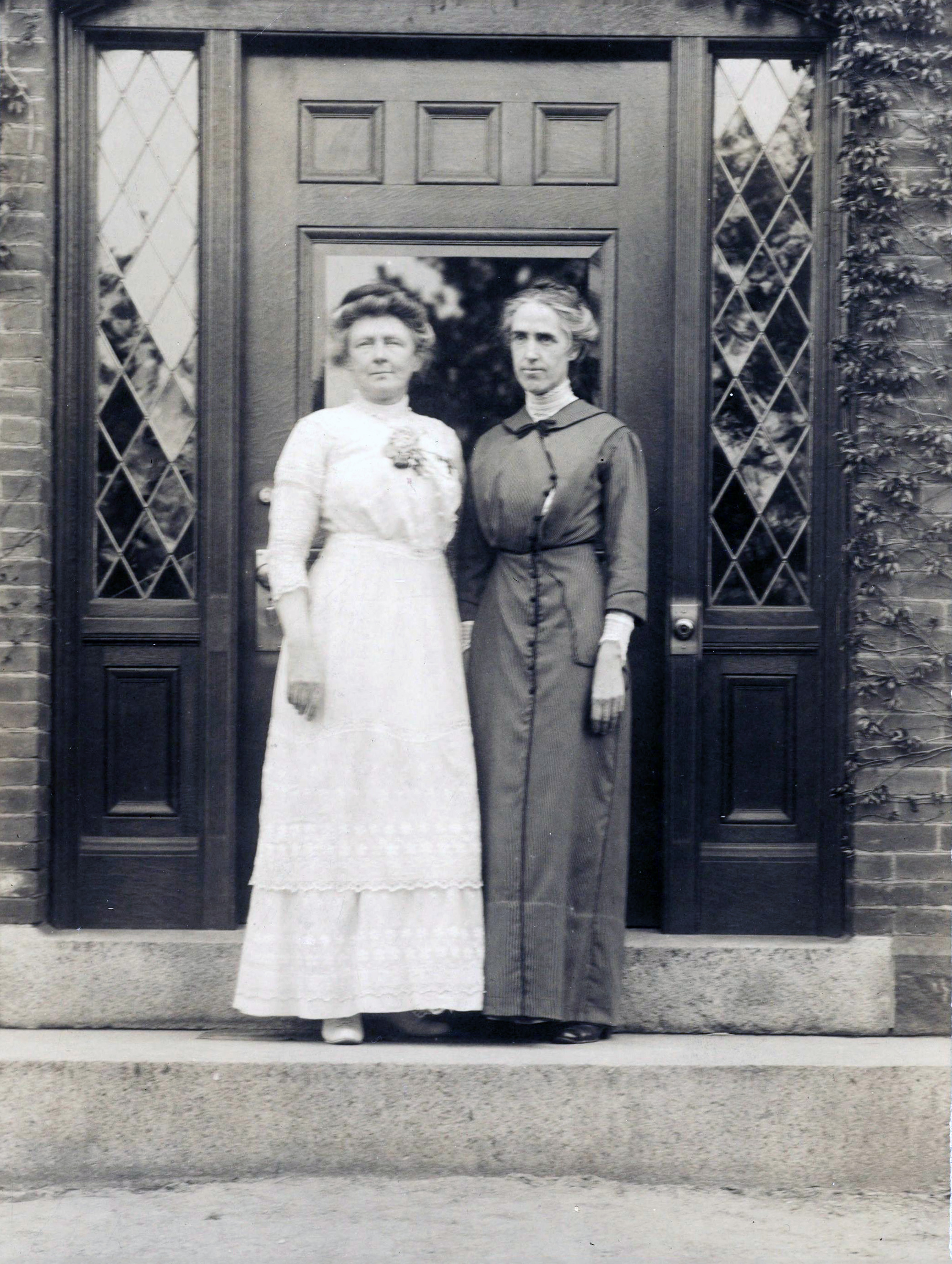
Annie Cannon com Henrietta Swan Leavitt, em 1913

Pouco depois do trabalho começar com o Catálogo Draper, surgiu um desentendimento sobre como classificar as estrelas. A análise foi feita, primeiramente, por Nettie Farrar, que depois de alguns meses largou o trabalho no observatório para se casar. Isso deixou o problema para a sobrinha de Henry Draper, Antonia Maury, que insistia em um sistema de classificação mais complexo, e Williamina Fleming, que supervisionava o projeto para Pickering e queria algo mais simples, mais direto. Annie, então, começou a examinar a estrelas mais brilhantes do hemisfério sul. Para estas estrelas ela aplicou uma terceira classificação, dividindo as estrelas em um sistema de classificação espectral, de classes O, B, A, F, G, K, M. Seu esquema era baseado na força das linhas de Balmer. Depois que as linhas de absorção foram compreendidas em termos de temperaturas estelares, sua classificação inicial foi rearranjada para evitar uma atualização em catálogos estelares. Annie até criou uma mnemônica para ela - "Oh Be a Fine Girl, Kiss Me" - como uma forma de lembrar a classificação estelar. Annie publicou seu primeiro catálogo de espectro estelar em 1901.
Annie e as outras mulheres do observatório foram críticas por estarem em "um lugar que não lhes pertencia" ao invés de estarem em casa, sendo esposas e donas de casa. Mulheres costumavam não crescer na carreira acadêmica além do cargo de assistentes e recebiam apenas 25 centavos de dólar por hora, por sete horas ao dia, seis dias na semana. Annie dominou esta área por sua introspecção e timidez e paciência pelo tedioso trabalho, até auxiliando colegas homens no observatório, o que lhe rendeu fama. Annie ajudou a estabelecer parcerias e trocas de equipamentos entre os homens da comunidade internacional e assumiu um papel de embaixadora fora do observatório. Escreveu artigos e livros, elevando o status da astronomia e, em 1933, representou mulheres da área Exposição Mundial, em Chicago.
Manualmente, Annie classificou mais estrelas na vida do que qualquer outro astrônomo, num total de 350 mil estrelas. Descobriu 300 estrelas variáveis, cinco novas e uma estrela binária, criando uma bibliografia que incluía cerca de 200 mil referências. Annie era capaz de classificar três estrelas por minuto apenas observando seus padrões espectrais e, se usasse lentes, poderia classificar estrelas de até nona grandeza, que são cerca de 16 vezes mais fraco do que o olho humano pode ver.
Em 9 de maio de 1922, a União Astronômica Internacional passou uma resolução para adotar formalmente o sistema de classificação estelar de Annie Cannon, com pequenas modificações, que é utilizado ainda hoje. A astrônoma Cecilia Payne-Gaposchkin colaborou com o trabalho de Annie e utilizou seus dados para mostrar que as estrelas são compostas principalmente de hidrogênio e hélio.

## Aposentadoria e morte
A carreira de Annie Cannon na astronomia durou cerca de 40 anos, até sua aposentadoria em 1940. Durante este tempo, Annie colaborou para que mulheres ganhassem respeito e aceitação na comunidade científica. Seu trabalho competente e preciso a ajudaram a pavimentar o caminho de muitas mulheres cientistas e futuras astrônomas.
Annie faleceu em 13 de abril de 1941, em Cambridge, Massachusetts, aos 77 anos. A American Astronomical Society apresenta todos os anos o Annie Jump Cannon Award para astrônomas que se destacaram na área.

## Prêmios e honrarias
- 1921 - Doutorado honorário da Universidade de Groningen, na Holanda;
- 1925 - Primeira mulher a receber um doutorado honorário da Oxford University;[11]
- 1929 - Matéria de capa da Scientific American;
- 1931 - Primeira mulher a receber a Medalha Henry Draper;[19]
- 1932 - Ganhou o prêmio Ellen Richards da Association to Aid Scientific Research by Woman;
- 1935 - Graduação honorária da Universidade Oglethorpe;
- Primeira mulher eleita para um cargo na American Astronomical Society;[11]
- A cratera lunar Cannon foi nomeada em sua homenagem;
- O asteroide 1120 Cannonia é nomeado em sua homenagem;
- Apelidada de "Censora do Céu", por classificar mais de 300 mil corpos estelares, mais do que qualquer outra pessoa;[11]
- O Prêmio Annie J. Cannon de Astronomia foi nomeado em sua homenagem e é oferecido anualmente desde 1934 para astrônomas na América do Norte que se destaquem na área;
- Cannon Hall, dormitório da University of Delaware é nomeado em sua homenagem;
- Nomeada Curadora das Fotografias Estelares em Harvard;
- Membro da Royal Astronomical Society na Europa;
- Membro honorário da irmandade Phi Beta Kappa no Wellesley College;
- Membro fundador da Maria Mitchell Association;
- Há uma rua chamada "Miss Annie J. Cannon" em Tonantzintla, Puebla, Mexico, próximo ao Observatório Tonantzintla, conhecido como INAOE;
- Ela pertence à lista de mulheres do Heritage Floor, como parte da instalação de arte do Judy Chicago.

## Escritos
- ——; Pickering, Edward Charles (1918). Henry Draper Catalogue. Annals of the Astronomical Observatory of Harvard College. Cambridge, MA, USA: Astronomical Observatory of Harvard College. LCCN 18018382. OCLC 809461762
  - Available in an "updated, corrected, and extended machine-readable version" at «Henry Draper Catalogue and Extension (Cannon+ 1918-1924; ADC 1989)». VizieR archives. Strasbourg, France: Centre de données astronomiques de Strasbourg [Strasbourg Astronomical Data Center]. Consultado em 8 de janeiro de 2015
  - Online from Harvard University at «The SAO/NASA Astrophysics Data System»; abstracts link to GIF and PDF formats.

- «The Henry Draper catalogue 0h, 1h, 2h, and 3h». Annals of Harvard College Observatory. 91. 1918. Bibcode:1918AnHar..91....1C
- «The Henry Draper catalogue : 4h, 5h and 6h». Annals of Harvard College Observatory. 92. 1918. Bibcode:1918AnHar..92....1C
- «The Henry Draper catalogue : 7h and 8h». Annals of Harvard College Observatory. 93. 1918. Bibcode:1919AnHar..93....1C
- «The Henry Draper catalogue : 9h, 10h, and 11h». Annals of Harvard College Observatory. 94. 1918. Bibcode:1919AnHar..94....1C
- «The Henry Draper catalogue : 12h, 13h, and 14h». Annals of Harvard College Observatory. 95. 1918. Bibcode:1920AnHar..95....1C
- «The Henry Draper catalogue : 15h and 16h». Annals of Harvard College Observatory. 96. 1918. Bibcode:1921AnHar..96....1C
- «The Henry Draper catalogue : 17h and 18h». Annals of Harvard College Observatory. 97. 1918. Bibcode:1922AnHar..97....1C
- «The Henry Draper catalogue : 19h and 20h». Annals of Harvard College Observatory. 98. 1918. Bibcode:1923AnHar..98....1C
- «The Henry Draper catalogue : 21h, 22h, and 23h». Annals of Harvard College Observatory. 99. 1918. Bibcode:1923AnHar..99....1C

- —— (1923). «The spectrum of Nova Aquilae». Cambridge, MA, USA: Harvard College Observatory. Annals of the Astronomical Observatory of Harvard College. v. 81 (3). OCLC 786374390
- —— (1916). «Spectra having bright lines». Cambridge, MA, USA: Harvard College Observatory. Annals of the Astronomical Observatory of Harvard College. v. 76 (3). OCLC 786374401
- —— (1912). «Comparison of objective prism and slit spectrograms». Cambridge, MA, USA: Harvard College Observatory. Annals of the Astronomical Observatory of Harvard College. v. 56 (8). OCLC 786374385
- —— (1912). «The spectra of 745 double stars». Cambridge, MA, USA: Harvard College Observatory. Annals of the Astronomical Observatory of Harvard College. v. 56 (7). OCLC 786374368
- —— (1912). «Classification of 1,688 southern stars by means of their spectra». Cambridge, MA, USA: Harvard College Observatory. Annals of the Astronomical Observatory of Harvard College. v. 56 (5). OCLC 786363259
- —— (1912). «Classification of 1,477 stars by means of their photographic spectra». Cambridge, MA, USA: Harvard College Observatory. Annals of the Astronomical Observatory of Harvard College. v. 56 (4). OCLC 786374355
- ——; Pickering, Edward Charles (1909). «Maxima and minima of variable stars of long period». Cambridge, MA, USA: Harvard College Observatory. Annals of the Astronomical Observatory of Harvard College. v. 55 (pt. 2). OCLC 786370272
- ——; Pickering, Edward Charles (1907). «Second catalogue of variable stars». Cambridge, MA, USA: Harvard College Observatory. Annals of the Astronomical Observatory of Harvard College. v. 55 (pt. 1). OCLC 603459862
- —— (1903). «A provisional catalogue of variable stars». Cambridge, MA, USA: Harvard College Observatory. Annals of the Astronomical Observatory of Harvard College. v. 48 (3). OCLC 786370792
- ——; Pickering, Edward Charles (1901). «Spectra of bright southern stars photographed with the 13-inch Boyden telescope as a part of the Henry Draper Memorial». Cambridge, MA, USA: Harvard College Observatory. Annals of the Astronomical Observatory of Harvard College. v. 28 (pt. 2). OCLC 786363059